# Codice di Parigi

Due pagine del codice di Parigi

Il Codice di Parigi (conosciuto anche come Codex Peresianus) è un manoscritto in lingua maya, risalente al periodo preispanico.

## Storia
Il codice fu acquistato nel 1832 dall'allora Bibliothèque Impériale (ora Bibliothèque Nationale) di Parigi.